# Heathkit

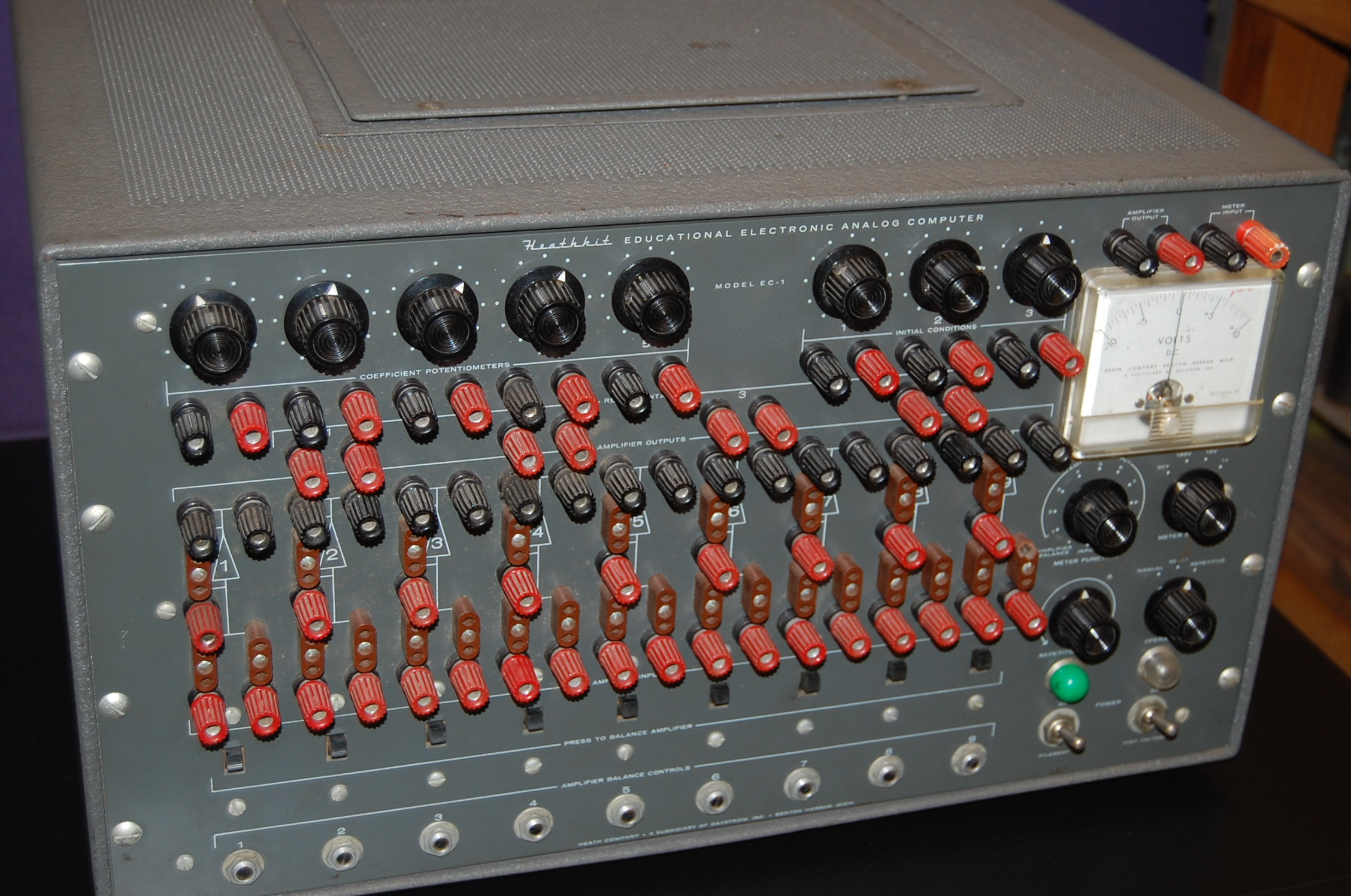
Analogový počítač Heathkit EC-1

Heathkit je obchodní značka elektronických stavebnic, vzdělávacích produktů a dalších elektronických výrobků, zejména pro radioamatéry, vyráběných a uváděných na trh společností Heath Company. Po desetiletí patřila v USA k nejznámějším ve svém oboru a desetitisíce lidí mají stále jejich výrobky, což dokazují mimo jiné prodeje přes aukční server eBay. Společnost zaměstnávala až cca 1800 lidí.
Steve Jobs, spoluzakladatel Apple, je citován ve svém životopise: "Když jsem byl malý, můj otec a Heathkit mi dali víru, že mohu dokázat cokoli."

## Historie

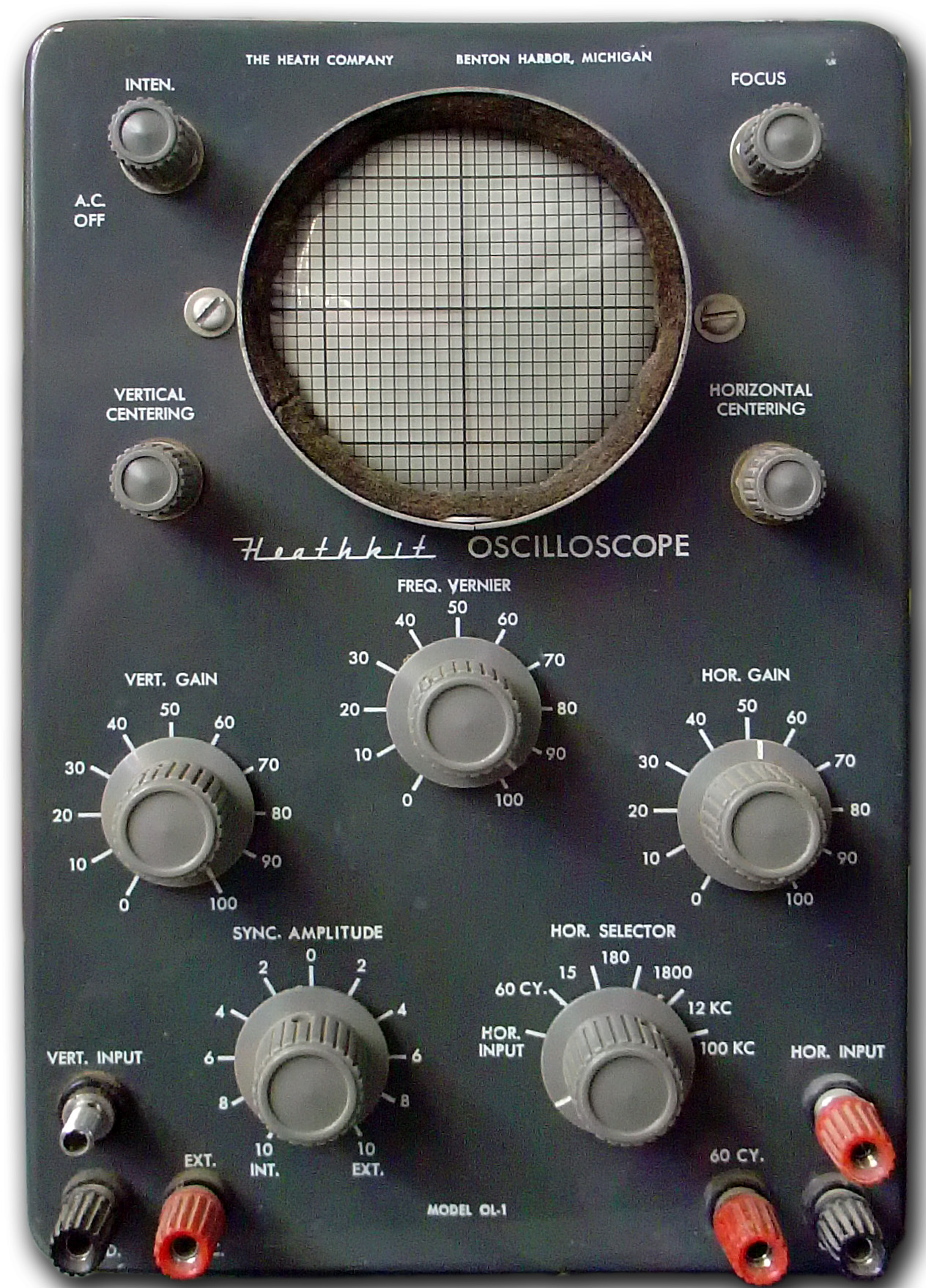
Osciloskop OL-1, 1954

Společnost byla založena v roce 1926 jako letecká továrna. Po druhé světové válce se zaměřila na elektrotechnický obor a v roce 1947 začala s výrobou elektronických stavebnic. V roce 1992 jejich výrobu ukončila. Během následujících let byla firma několikrát prodána a v roce 2012 vyhlásila bankrot. Část dokumentace a autorských práv odkoupil v roce 2008 Don Peterson, bývalý inženýr Heathkit. V květnu 2013 oznámila firma restrukturalizaci a plány obnovit výrobu stavebnic.

## Významné produkty
- 1947 - stavebnice osciloskopu Heathkit OL-1
- 1968 - amatérská radiostanice Heathkit SB-101
- 1976 - mikropočítačový výukový systém (také školní počítač) Heathkit ET-3400 Archivováno 10. 12. 2014 na Wayback Machine.
- 1978 - osmibitový počítač Heathkit H8